# Dixa johannseni
Dixa johannseni är en tvåvingeart som beskrevs av Garrett 1924. Dixa johannseni ingår i släktet Dixa och familjen u-myggor.
Artens utbredningsområde är Alberta. Inga underarter finns listade i Catalogue of Life.